# Thecana flavida
Thecana flavida är en insektsart som beskrevs av Thapa 1989. Thecana flavida ingår i släktet Thecana och familjen dvärgstritar.
Artens utbredningsområde är Nepal. Inga underarter finns listade i Catalogue of Life.